# Grijskoperemomela
De grijskoperemomola (Eremomela canescens)  is een zangvogel uit de familie Cisticolidae. De vogel komt voor in Afrika. De vogel is nauw verwant met de groenrugeremomela (E. pusilla), groenkaperemomela (E. scotops) en karoo-eremomela (E. gregalis) en wordt vaak beschouwd als een ondersoort van E. pusilla.

## Kenmerken
De vogel is 10 tot 11 cm lang en weegt 6 tot 8 g. De nominaat heeft een grijze kop en een zwart "masker" rond het oog, met daarboven een smalle witte wenkbrauwstreep. De borst is wit, met daaronder een gele buik. Van boven is de vogel olijfgroen.

## Verspreiding en leefgebied
Deze soort komt voor in centraal en oostelijk Afrika en telt drie ondersoorten:
- E. c. elegans: westelijk en centraal Soedan.
- E. c. abyssinica: oostelijk Soedan, Eritrea en Ethiopië.
- E. c. canescens: zuidelijk Tsjaad en van oostelijk Kameroen tot westelijk Kenia.

Het leefgebied bestaat uit half open bosgebied, savanne begroeid met onder andere  Acacia, heuvelland met struikgewas, riviergeleidend bos en randen van agrarisch gebied van 500 tot 2000 m boven de zeespiegel.

## Status
De grootte van de populatie is niet gekwantificeerd maar de soort wordt omschreven als algemeen tot vrij algemeen. Op de Rode lijst van de IUCN heeft deze soort de status niet bedreigd.